# Orgonit
Orgonit je formacija, ki je narejena iz kristalov, kovinskih ostružkov, bakrene spirale in organske smole.
Izdelamo ga tako, da v kalup namestimo kristale, kovinske ostružke, bakreno spiralo in vse skupaj zalijemo z organsko smolo. Ko se smola strdi, orgonit vzamemo iz kalupa.

## Delovanje
Orgonit naj bi deloval na podlagi polarizacije kristala: Ko se smola strdi, se rahlo skrči in nenehno pritiska na vsebino. Na kristalih pride do tako imenovanega piezoelektričnega učinka – kristal se polarizira. Vendar pa se, zaradi tokov puščanja v kristalu, v času nekaj sekund do nekaj minut ves naboj izgubi in kristal izgubi polarizacijo.

## Zgodovina orgonitov
Začetek orgonitov sega v prvo polovico 19. stoletja, ko je dr. Wilhelm Reich veliko svojega časa posvetil raziskavam, s katerimi bi dokazal, da razlog psiholoških motenj ni zgolj podzavest, temveč predvsem človekov energijski potencial. Dr. Wilhelm Reich je postavil tezo, da na zdravje ljudi v veliki meri vpliva energija, ki jo je poimenoval orgonska energija. Po njegovem prepričanju orgonska energija napolnjuje in zaganja celotno vesolje, energetska polja organizmov, meteorološke razmere v atmosferi in galaktične premike. Izdelal je orgonski akumulator, ki naj bi služil kot zbiralnik in oddajnik energije in je temeljil na vzajemnem delovanju organskih in anorganskih snovi. Delovanje orgonskega akumulatorja in teza o njegovih zdravilnih učinkih so bili osnova za izdelavo orgonitov.
Orgoniti naj bi delovali po enakem načelu, kot orgonski akumulatorji, zato so izdelani iz organskih in anorganskih snovi. V orgonitu pa so prisotni tudi kristali, ki naj bi v okolje oddajali pozitivne vibracije in s tem pozitivno delovali na počutje.